# 馬氏短稚鱈
馬氏短稚鱈，為輻鰭魚綱鱈形目稚鱈科的其中一種，分布於東大西洋葡萄牙外海、馬得拉群島及亞速群島海域，深度150-748公尺，為深海底棲性魚類，棲息在大陸坡底中層水域，生活習性不明，可做為食用魚。

## 扩展阅读
維基物種上的相關：馬氏短稚鱈